# 岐阜市民球場
岐阜市民球場（ぎふしみんきゅうじょう）は、岐阜県岐阜市八代の福光中央公園内にある野球場。岐阜市が運営管理を行っている。

## 歴史
1966年開場。岐阜市内で最も古い野球場である。フィールドは左翼90m、中堅100m、右翼82mと変則的な構造になっている上、老朽化などもあって硬式野球では使用不可で、用途は軟式野球・ソフトボールに限定されているが、早朝野球など草野球や、少年野球などで重用されている。
1973年にナイター設備を増設した際、球場の敷地が狭く拡張困難のため、やむなく外野フェンスをグラウンド側に湾曲させて照明塔を無理に設置したため、外野側のフィールドはいびつな形状になっている。

## 施設概要
- グラウンド面積：10,000m2
- 左翼：90 m、中堅：100 m、右翼：82m
- 内野：クレー舗装、外野：天然芝
- スコアボード：電動回転幕式（得点のみ）
- 照明設備：4基（照度：内野400Lx、外野200Lx）
- 収容人員：1,000人（有料入場施設の対応はなく、スタンド（内野のみ）へはフリーで出入りできる）

## 交通
- 岐阜駅・名鉄岐阜駅から岐阜バス「三田洞線」で「福光球場前」下車後徒歩約1分